# Rik Smits
Rik Smits (Eindhoven, Países Bajos, 23 de agosto de 1966) es un exjugador de baloncesto neerlandés que disputó 12 temporadas en la NBA, pasando toda su carrera en los Indiana Pacers. El pívot de 2,24 m (7′ 4″) de estatura fue drafteado por los Pacers en la segunda posición del Draft de 1988. Era apodado "The Dunkin' Dutchman".

## Trayectoria
Procedía de la Universidad Marist College. Fue fichado por los Indiana Pacers para la Temporada 1988-89. Originalmente fue el sustituto de Steve Stipanovich, pero cuando este sufrió una terrible lesión que acabó con su carrera, Smits acabó jugando 71 partidos en su año de rookie, promediando 11.7 puntos y 6.1 rebotes por partido y siendo elegido en el primer equipo de los rookies. Continuó promediando dobles dígitos en puntos en cada año de su carrera, pero fue a partir de la temporada 1993-94 cuando consiguió ser un líder dentro del equipo, aunque siempre bajo la figura de Reggie Miller.
Durante los Playoffs de mediados y finales de los 90, fue considerado como el número dos en el equipo de los Pacers, por detrás de Reggie Miller. Consiguió su mejor media anotadora en la temporada 1995-96 con 18.5 puntos por partido. Además, participó una vez en el All-Star Game, en el año 1998.
Es principalmente recordado por una situación de final de partido, en el cuarto partido de las Finales de Conferencia en los Playoffs de 1995 contra los Orlando Magic. A falta de 1,3 segundos para el final, Derrick McKey le pasó la pelota, tiró a canasta, encestó y su equipo ganó el partido, empatando de este modo la serie a 2.
Si mayor logro a nivel colectivo fue el subcampeonato conseguido en el año 2000, en el que perdieron en las Finales por 4 a 2 contra Los Angeles Lakers de Shaquille O'Neal y Kobe Bryant.

## Retirada
Se retiró del baloncesto en activo justo después de la derrota contra los Lakers en las citadas Finales de la NBA de 2000. 
En 2007 fue seleccionado para el equipo del 40 Aniversario de los Pacers, que fue elegido por los fanes. Fue el cuarto más votado, después de Reggie Miller, Mel Daniels y Jermaine O'Neal.
Sin embargo, a pesar de sus 12 años de servicio en los Pacers, de ser el lugarteniente de Reggie Miller y de colaborar para que el equipo consiguiera los mejores resultados de su historia en la NBA, la franquicia de toda su vida profesional no ha considerado retirarle la camiseta.

## Estadísticas de su carrera en la NBA

### Temporada regular
| Año      | Equipo   | PJ  | PT  | MPP  | %TC  | %3P  | %TL   | RPP | APP | ROB | TPP | PPP  |
| -------- | -------- | --- | --- | ---- | ---- | ---- | ----- | --- | --- | --- | --- | ---- |
| 1988–89  | Indiana  | 82  | 71  | 24.9 | .517 | .000 | .722  | 6.1 | .9  | .4  | 1.8 | 11.7 |
| 1989–90  | Indiana  | 82  | 82  | 29.3 | .533 | .000 | .811  | 6.2 | 1.7 | .6  | 2.1 | 15.5 |
| 1990–91  | Indiana  | 76  | 38  | 22.2 | .485 | .000 | .762  | 4.7 | 1.1 | .3  | 1.5 | 10.9 |
| 1991–92  | Indiana  | 74  | 55  | 23.9 | .510 | .000 | .788  | 5.6 | 1.6 | .4  | 1.4 | 13.8 |
| 1992–93  | Indiana  | 81  | 81  | 25.6 | .486 | .000 | .732  | 5.3 | 1.5 | .3  | .9  | 14.3 |
| 1993–94  | Indiana  | 78  | 75  | 27.1 | .534 | .000 | .793  | 6.2 | 2.0 | .6  | 1.0 | 15.7 |
| 1994–95  | Indiana  | 78  | 78  | 30.5 | .526 | .000 | .753  | 7.7 | 1.4 | .5  | 1.0 | 17.9 |
| 1995–96  | Indiana  | 63  | 63  | 30.2 | .521 | .200 | .788  | 6.9 | 1.7 | .3  | 0.7 | 18.5 |
| 1996–97  | Indiana  | 52  | 52  | 29.2 | .486 | .250 | .797  | 6.9 | 1.3 | .4  | 1.1 | 17.1 |
| 1997–98  | Indiana  | 73  | 69  | 28.6 | .495 | .000 | .783  | 6.9 | 1.4 | .6  | 1.2 | 16.7 |
| 1998–99  | Indiana  | 49  | 49  | 25.9 | .490 | .000 | .818  | 5.6 | 1.1 | .4  | 1.1 | 14.9 |
| 1999–00  | Indiana  | 79  | 79  | 23.4 | .484 | .000 | .739  | 5.1 | 1.1 | .2  | 1.3 | 12.9 |
| Total    | Total    | 867 | 792 | 26.6 | .507 | .115 | .773  | 6.1 | 1.4 | .4  | 1.2 | 14.8 |
| All-Star | All-Star | 1   | 0   | 21.0 | .429 | .000 | 1.000 | 7.0 | 4.0 | .0  | 2.0 | 10.0 |

### Playoffs
| Año   | Equipo  | PJ  | PT | MPP  | %TC  | %3P   | %TL   | RPP | APP | ROB | TPP | PPP  |
| ----- | ------- | --- | -- | ---- | ---- | ----- | ----- | --- | --- | --- | --- | ---- |
| 1990  | Indiana | 3   | 3  | 32.0 | .500 | .000  | .818  | 5.3 | 1.0 | .7  | 1.3 | 12.3 |
| 1991  | Indiana | 5   | 0  | 17.6 | .568 | .000  | .875  | 3.6 | .4  | .2  | 1.4 | 9.8  |
| 1992  | Indiana | 3   | 1  | 9.3  | .364 | .000  | 1.000 | 2.0 | .0  | .7  | .3  | 3.3  |
| 1993  | Indiana | 4   | 4  | 35.8 | .578 | .000  | .727  | 8.0 | 1.8 | 1.2 | 1.0 | 22.5 |
| 1994  | Indiana | 16  | 16 | 28.1 | .472 | .000  | .806  | 5.3 | 1.9 | .6  | .6  | 16.0 |
| 1995  | Indiana | 17  | 17 | 32.1 | .547 | 1.000 | .804  | 7.0 | 2.0 | .3  | .8  | 20.1 |
| 1996  | Indiana | 5   | 5  | 33.2 | .545 | .000  | .786  | 7.4 | 1.6 | .4  | .4  | 19.0 |
| 1998  | Indiana | 16  | 16 | 29.8 | .502 | .000  | .859  | 5.3 | 1.3 | .5  | .9  | 16.6 |
| 1999  | Indiana | 13  | 13 | 22.5 | .456 | .000  | .950  | 5.0 | .7  | .5  | 1.2 | 11.8 |
| 2000  | Indiana | 22  | 21 | 21.0 | .498 | .000  | .875  | 3.5 | 1.0 | .4  | .9  | 11.0 |
| Total | Total   | 104 | 96 | 26.4 | .507 | .250  | .829  | 5.2 | 1.3 | .5  | .9  | 14.8 |